# Elaphoglossum camerouniense
Elaphoglossum camerouniense là một loài dương xỉ trong họ Dryopteridaceae. Loài này được Tardieu mô tả khoa học đầu tiên năm 1950.
Danh pháp khoa học của loài này chưa được làm sáng tỏ. 